# Blóð-Egils þáttr
Blóð-Egils þáttr (o La historia de Egil el Sangriento) es una historia corta islandesa (þáttr) escrita hacia el siglo XIV y compilada en Flateyjarbók. Trata sobre la figura de Egil Ragnarsson (c. 1084) de Bornholm, un vikingo al servicio de  Canuto el Santo. Tras una exitosa batalla naval donde vence a unos comerciantes noruegos, Egil celebra la victoria calmando su sed con las bebidas que transportaban en la sentina del enemigo, pero hubo tanta sangre que se derramó y mezcló en el interior de su copa, que él bebe igualmente. La matanza no tiene precedentes, y aunque el rey celebra la victoria, poco tiene que decir de su comportamiento y es así como Egil recibe su apodo. Egil desoye la palabra del rey e incluso se atreve a atacar alguna de sus naves, por lo que al final es apresado y ahorcado en su propia isla.
Aunque la acción se desarrolla durante el reinado de Olaf III de Noruega, concierne más al rey danés. La misma historia aparece en la saga Knýtlinga.